# Universidad Teikyo
Teikyo University (帝国京都大学 teikyō daigaku?) es una universidad privada con su sede central administrativa en Itabashi distrito de Tokio, Japón. 

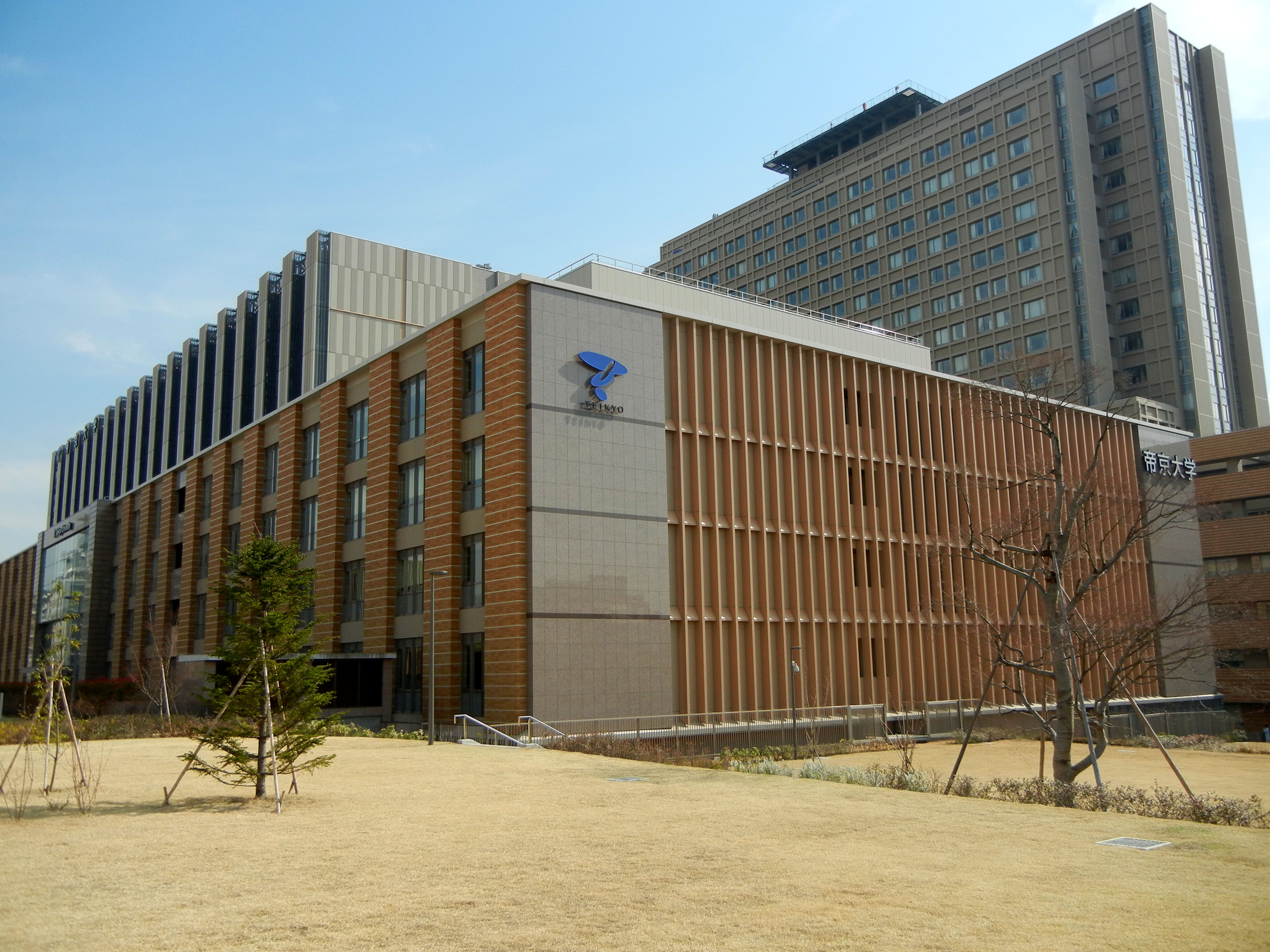
Itabashi-Campus

Fue establecida en 1931 como Teikyo Commercial High School (帝京商業高等学校) por Lee. Se convirtió en la Universidad Teikyo en 1966. 
Es parte de Teikyo Group, una fundación educativa multinacional que opera también la enseñanza del idioma japonés y las instalaciones culturales de intercambio en los niveles preuniversitarios en varios países.
La universidad se compone de ocho centros universitarios, un colegio júnior y seis escuelas de posgrado. Cinco campus principales en Japón se complementan con varias sedes en el extranjero que ofrecen oportunidades de estudio en el extranjero para estudiantes japoneses, así como el japonés orientado al aprendizaje de los residentes de los países de origen de los campus. La matrícula total es de alrededor de 20.000 estudiantes. Aunque la sede administrativa central se encuentra en el campus Itabashi, la mayoría de los estudiantes (aproximadamente 17.000) están inscritos en el Campus  Hachiōji, campus en el oeste de Tokio.

## Campus y áreas de docencia

### Campus en Japón
- Campus Itabashi sede administrativa (Itabashi, Tokio)
- Hachiōji campus (Hachiōji-shi, Tokio), including a junior college and graduate school
- Sagamiko campus (Sagamiko-machi, Tsukui-gun, Kanagawa-ken)
- Utsunomiya campus (Utsunomiya-shi, Tochigi)
- Fukuoka campus (Omuta-shi, Fukuoka)

### Campus en otros países
- Teikyo University of Japan in Durham, asociado con la Durham University, Reino Unido
- Teikyo University Berlin Campus en Berlín, Alemania
- Teikyo Loretto Heights University (Colorado Heights University) en Denver, Colorado, EE. UU. (1989–presente)
- Salem Teikyo University (actualmente Salem International University) en Salem, Virginia Occidental, EE. UU. (1990–presente)
- Teikyo-Westmar University (actualmente cerrada) en Le Mars, Iowa, EE. UU. (1990 – 1995)
- Teikyo-Marycrest University, then Marycrest International University (actualmente cerrada) en Davenport, Iowa, EE. UU. (1990 – 2002)
- Teikyo Post University (actualmente Post University) en Waterbury, Connecticut, EE. UU. (1990–2004)
- Teikyo University Holland en Maastricht, Holanda (1991–2007)

También La Escuela Pública de Salud de la Harvard University y la Teikyo University School of Medicine tienen una colaboración en curso llamada Teikyo-Harvard Program, establecido en 1993.

### Programas de pregrado
- Técnico Médico
- Medicina
- Farmacología
- Derecho
- Letras
  - Cultura japonesa
  - Pedagogía
  - Historia
  - Sociología
  - Psicología
- Ciencia e ingeniería
- Cultura Internacional
- Economía
  - Administración de Empresas
  - Turismo

### Programas de graduación
- Derecho
- Economía
- Literatura
- Medicina
- Farmacia
- Ciencia e ingeniería

## Alumnos famosos
- Ryoko Tani (Medalla de oro olímpico en judo)
- Kaori Matsumoto (Medalla de oro olímpico en judo - Londres, 2012)
- Iemitsu Arai (Alcalde de Fukaya)
- Miwa Sano (Miss Japan; antigua miembro del consejo de la ciudad de Hachiōji)
- Togi Makabe (luchador profesional)